# Brigitta Bui

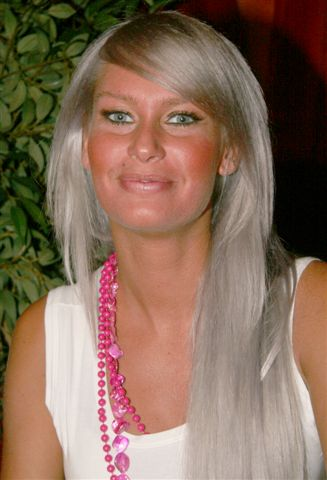
Brigitta Bui, 2008

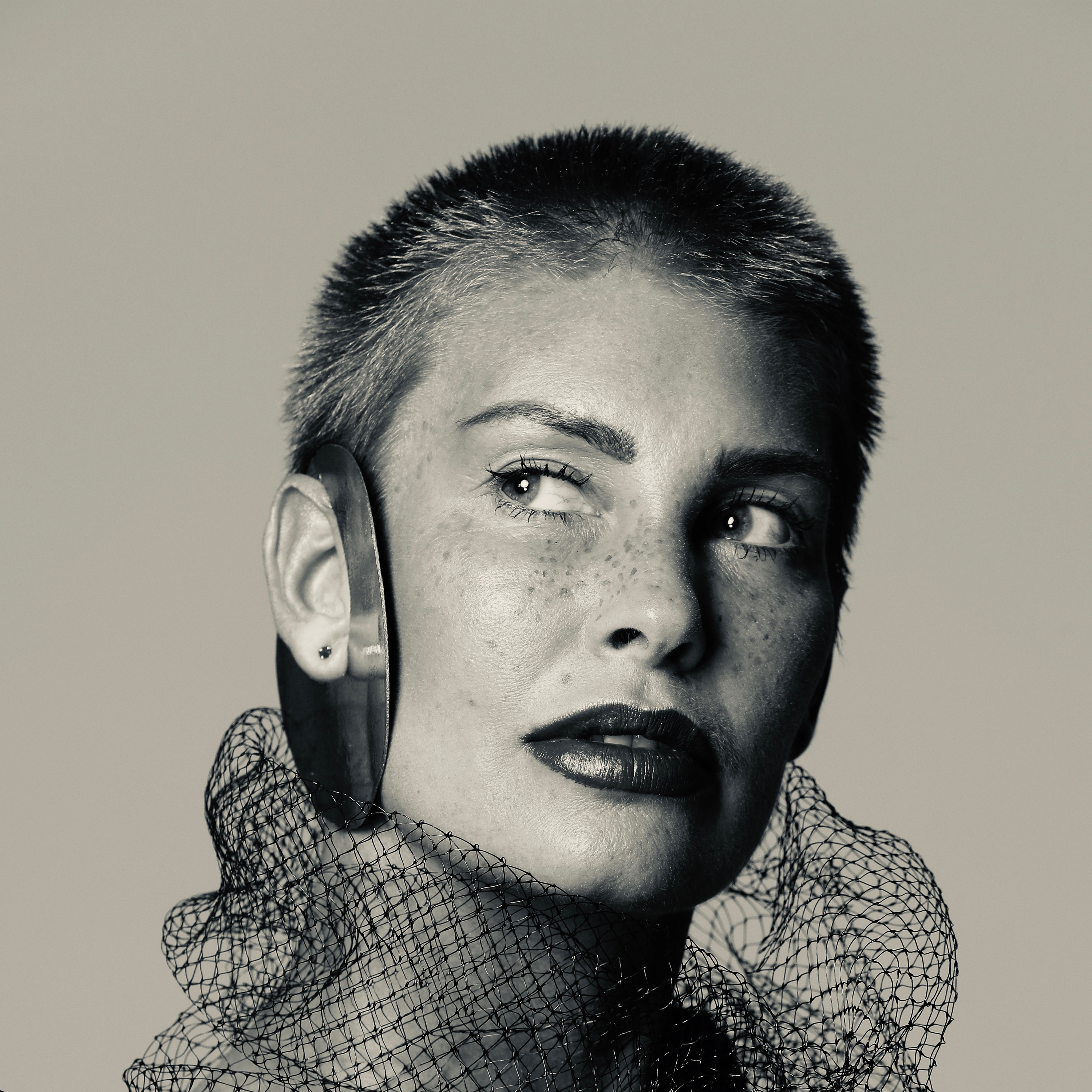
Modelaufnahme 2019

Brigitta Bui (* 29. September 1982 als Brigitta Kocsis in Sátoraljaújhely; ehemals Brigitta Bulgari) ist eine ungarische Pornodarstellerin und ein Fotomodell.

## Leben und Karriere
Im Alter von 15 bis 19 Jahren betrieb sie Triathlon. Kocsis begann in ihrem ersten Jahr auf dem College zu modeln. Eine Agentur aus Mailand kam für ein Casting nach Budapest auf und bot ihr an, als Model zu arbeiten. Sie verließ die Schule in Budapest drei Jahre vor dem Abschluss und ging nach Mailand. Sie arbeitete zunächst als Mannequin, bevor sie 2003 ihre Karriere als Pornodarstellerin mit dem Film Fashion begann. Bui drehte in der Folgezeit mehrere Filme, alle für die Produktionsfirma Pinko. Im Oktober 2004 flitzte Bui während eines italienischen Fußballspiels über den Rasen, nur mit einem Bikini-Unterteil und einer Krawatte bekleidet. Nachdem sie zur Polizei gebracht worden war, posierte sie für ein Nacktfoto mit einem Polizisten. Am folgenden Tag wurde in mehreren Fernsehsendern und Zeitungen darüber berichtet und sie wurde als Gast in eine der meistgesehenen Sendungen Italiens eingeladen, wodurch sie einer breiten Öffentlichkeit bekannt wurde.
Im Oktober 2006 musste sie nach einer Klage des italienischen Modelabels Bulgari ihren Namen ändern.
2008 beendete sie ihre Arbeit als Porno-Schauspielerin. Während ihrer Karriere wirkte sie in insgesamt 29 Filmen mit.
Im September 2010 debütierte sie offiziell als DJ unter dem Pseudonym Brigitta Koss.

## Auszeichnungen
- Penthouse Pet of the Month, Mai 2004
- Playmate of the Year 2004 in Ungarn
- Eroticline Award 2005: Beste Newcomerin International

## Filmografie (Auswahl)
- Sensazioni
- Fashion
- Top Model
- Emotion
- La Soluzione
- The Double Life of Candy
- Life
- Money Pleasure
- B Like Beautiful
- Brigitta Fino In Fondo
- D.P. Doppio Piacere 3
- D.P. Doppio Piacere 2
- Dietro da Impazzire 3
- Belle e Impossibili 4
- Belle e Troie
- Belle e Troie 2
- Belle e Troie 3